# Ковбой та козак
«Ковбой та козак» (англ. The Cowboy and the Cossack) — пригодницький роман у жанрі вестерн американського письменника Клера Хаффекера, написаний ним в 1972 році.

## Сюжет
Події розгортаються у 1880 році. П'ятнадцять ковбоїв з Монтани, під керівництвом Левайя Догерті, найняті щоб доставити стадо техаських корів – так званих «лонгорнів» – до російського замовника. Стадо разом з вершниками вирушає морем з Сієтлу до порту Владивосток, де ковбоїв очікують їх помічники, уральські козаки під керівництвом отамана Ростова, разом з якими, ковбої мають доставити стадо до місця призначення. Спочатку, відносини між американцями та козаками не складуються, але оскільки разом вони вимушені їхати тисячі міль, відбиваючи стадо від амурських тигрів та вовчих зграй, та від степових розбійників, що намагаються увести стадо, потрохи між ними починають виникати дружні та навіть братні стосунки.